# Danh sách đĩa nhạc của Baekhyun
Danh sách đĩa nhạc của ca sĩ Hàn Quốc Baekhyun bao gồm mini-album, 6 đĩa đơn, 1 đĩa đơn quảng bá và 2 bài hát nhạc phim. Trước khi ra mắt với tư cách ca sĩ solo, Baekhyun đã hợp tác với Suzy trong bài hát song ca "Dream". Bài hát nhanh chóng đứng đầu tất cả các bảng xếp hạng âm nhạc thời gian thực tại Hàn Quốc và đạt vị trí cao nhất trên bảng xếp hạng đĩa đơn của Gaon. Anh cũng hợp tác với Soyou trong bài hát song ca Rain. Bài hát đạt vị trí thứ hai trên bảng xếp hạng nhạc số của Gaon. Baekhyun ra mắt với tư cách ca sĩ solo vào tháng 7 năm 2019 với mini-album đầu tay City Lights. Album đạt vị trí thứ nhất trên bảng xếp hạng album của Gaon và đã được chứng nhận 2x Bạch kim.

## Mini-album
| Tên                                                                                     | Chi tiết                                                                                                   | Thứ hạng cao nhất | Thứ hạng cao nhất | Thứ hạng cao nhất | Thứ hạng cao nhất | Thứ hạng cao nhất | Thứ hạng cao nhất | Thứ hạng cao nhất | Thứ hạng cao nhất | Thứ hạng cao nhất | Thứ hạng cao nhất | Doanh số                                            | Chứng nhận          |
| Tên                                                                                     | Chi tiết                                                                                                   | HQ                | Úc Dig.           | Pháp Dig.         | NB                | NB Hot            | PL                | Anh Dig.          | Mỹ Heat           | Mỹ Indie          | Mỹ World          | Doanh số                                            | Chứng nhận          |
| --------------------------------------------------------------------------------------- | --- | ----------------- | ----------------- | ----------------- | ----------------- | ----------------- | ----------------- | ----------------- | ----------------- | ----------------- | ----------------- | --------------------------------------------------- | ------------------- |
| City Lights                                                                             | - Ngày phát hành: 10 tháng 7 năm 2019 - Hãng đĩa: SM Entertainment - Định dạng: CD, nhạc số, streaming     | 1                 | 18                | 20                | 14                | 8                 | 15                | 52                | 4                 | 9                 | 4                 | - HQ: 604,364 - TQ: 320,223 - NB: 8,000 - Mỹ: 4,000 | - KMCA: 2× Bạch kim |
| Delight                                                                                 | - Ngày phát hành: 25 tháng 5, 2020 - Hãng đĩa: SM Entertainment - Định dạng: CD, tải về, streaming         | 1                 | —                 | —                 | 6                 | 6                 | 23                | 11                | 13                | —                 | 5                 | - HQ: 1,032,912 - TQ: 295,220 - NB: 10,964          | - KMCA: 3× Bạch kim |
| Baekhyun                                                                                | - Ngày phát hành: 20 tháng 1 năm 2021 - Hãng đĩa: Avex Trax - Định dạng: CD, tải về, streaming             | —                 | —                 | —                 | 2                 | —                 | —                 | —                 | —                 | —                 | —                 | - NB: 51,136                                        | - RIAJ: Vàng        |
| Bambi                                                                                   | - Ngày phát hành: 30 tháng 3 năm 2021 - Hãng đĩa: SM Entertainment - Định dạng: CD, Kit, tải về, streaming | 1                 | —                 | —                 | 8                 | —                 | —                 | 34                | —                 | —                 | 15                | - HQ: 1,007,625 - TQ: 231,184 - NB: 1,267           | - KMCA: Million     |
| "—" cho biết album không lọt vào bảng xếp hạng hoặc không được phát hành ở khu vực này. | |                   |                   |                   |                   |                   |                   |                   |                   |                   |                   |                                                     |                     |

## Đĩa đơn

### Với tư cách ca sĩ chính
| Tên                                               | Năm  | Thứ hạng cao nhất | Thứ hạng cao nhất | Thứ hạng cao nhất | Doanh số                  | Album                         |
| Tên                                               | Năm  | HQ Gaon           | HQ Hot 100        | Mỹ World          | Doanh số                  | Album                         |
| ------------------------------------------------- | ---- | ----------------- | ----------------- | ----------------- | ------------------------- | ----------------------------- |
| "Take You Home" (바래다줄게)                      | 2017 | 12                | —                 | 5                 | - HQ: 290.795 - Mỹ: 2.000 | Đĩa đơn không nằm trong album |
| "UN Village"                                      | 2019 | 22                | 1                 | 23                | —                         | City Lights                   |
| "Candy"                                           | 2020 | 4                 | 16                | 16                | —                         | Delight                       |
| "Amusement Park" (놀이공원)                       | 2020 | 44                | 78                | 10                | - TQ: 215.150             | Bambi                         |
| "Get You Alone"                                   | 2021 | —                 | —                 | 14                |                           | Baekhyun                      |
| "Bambi"                                           | 2021 | 14                | 36                | 10                |                           | Bambi                         |
| "—" cho biết bài hát không lọt vào bảng xếp hạng. |      |                   |                   |                   |                           |                               |

### Hợp tác
| Tên                                               | Năm  | Thứ hạng cao nhất | Thứ hạng cao nhất | Thứ hạng cao nhất | Doanh số                             | Album                         |
| Tên                                               | Năm  | HQ Gaon           | HQ Hot 100        | Mỹ World          | Doanh số                             | Album                         |
| ------------------------------------------------- | ---- | ----------------- | ----------------- | ----------------- | ------------------------------------ | ----------------------------- |
| "Dream" (với Suzy)                                | 2016 | 1                 | —                 | 3                 | - HQ: 1.360.267+ - KHQ: 36.900+ (CD) | Dream                         |
| "The Day" (với K.Will)                            | 2016 | 8                 | —                 | 21                | - HQ: 251.025                        | SM Station Season 1           |
| "Rain" (비가와) (với Soyou)                       | 2017 | 2                 | —                 | —                 | - HQ: 823.022                        | Đĩa đơn không nằm trong album |
| "Young" (với Loco)                                | 2018 | 11                | 18                | 4                 | - Mỹ: 2.000                          | Đĩa đơn không nằm trong album |
| "Runner" (với Changmo và Raiden)                  | 2021 | 124               | —                 | —                 |                                      | Đĩa đơn không nằm trong album |
| "Doll" (인형) (với Doyoung)                       | 2021 | 129               | —                 | —                 |                                      | Rewind: Blossom               |
| "Hurt" (với Seomoon Tak)                          | 2021 | TBA               | TBA               | TBA               |                                      | Đĩa đơn không nằm trong album |
| "—" cho biết bài hát không lọt vào bảng xếp hạng. |      |                   |                   |                   |                                      |                               |

### Đĩa đơn quảng bá
| Tên                                       | Năm  | Thứ hạng cao nhất | Doanh số     | Album                            |
| Tên                                       | Năm  | HQ                | Doanh số     | Album                            |
| ----------------------------------------- | ---- | ----------------- | ------------ | -------------------------------- |
| "Like Rain, Like Music" (비처럼 음악처럼) | 2015 | 40                | - HQ: 40.638 | 2015 Gayo Daejun Limited Edition |

## Bài hát nhạc phim
| Tên                                                 | Năm  | Thứ hạng cao nhất | Thứ hạng cao nhất | Thứ hạng cao nhất | Doanh số                  | Album                               |
| Tên                                                 | Năm  | HQ Gaon           | HQ Hot 100        | Mỹ World          | Doanh số                  | Album                               |
| --------------------------------------------------- | ---- | ----------------- | ----------------- | ----------------- | ------------------------- | ----------------------------------- |
| "Beautiful" (두근거려)                              | 2015 | 7                 | —                 | 10                | - HQ: 415.163 - Mỹ: 6.000 | EXO Next Door OST                   |
| "For You" (너를 위해) (với Chen và Xiumin)          | 2016 | 5                 | —                 | 9                 | - HQ: 625.756             | Moon Lovers: Scarlet Heart Ryeo OST |
| "My Love" (너를 사랑하고 있어)                      | 2020 | 15                | 13                | 20                | —                         | Dr. Romantic 2 OST                  |
| "On the Road" (너에게 가는 이 길 위에서 (너.이.길)) | 2020 | 76                | 45                | —                 | —                         | Hyena OST                           |
| "Every Second" (나의 시간은)                        | 45   | 97                | —                 |                   | —                         | Record of Youth OST                 |
| "Happy"                                             | 73   | —                 | —                 |                   | —                         | Do You Like Brahms? OST             |
| "U"                                                 | 2021 | 86                | —                 | —                 | —                         | Doom at Your Service OST            |
| "—" cho biết bài hát không lọt vào bảng xếp hạng.   |      |                   |                   |                   |                           |                                     |

## Bài hát lọt vào bảng xếp hạng khác
| Tên                                               | Năm  | Thứ hạng cao nhất | Thứ hạng cao nhất | Album       |
| Tên                                               | Năm  | HQ Gaon           | HQ Hot 100        | Album       |
| ------------------------------------------------- | ---- | ----------------- | ----------------- | ----------- |
| "Stay Up" (hợp tác với Beenzino)                  | 2019 | 89                | 2                 | City Lights |
| "Betcha"                                          | 2019 | 102               | 3                 | City Lights |
| "Ice Queen"                                       | 2019 | 114               | 4                 | City Lights |
| "Diamond"                                         | 2019 | 117               | —                 | City Lights |
| "Psycho"                                          | 2019 | 125               | —                 | City Lights |
| "R U Ridin'?"                                     | 2020 | 67                | 49                | Delight     |
| "Bungee"                                          | 2020 | 43                | 36                | Delight     |
| "Underwater"                                      | 2020 | 62                | 52                | Delight     |
| "Poppin'"                                         | 2020 | 66                | 51                | Delight     |
| "Ghost"                                           | 2020 | 68                | 53                | Delight     |
| "Love Again"                                      | 2020 | 51                | 38                | Delight     |
| "Love Scene"                                      | 2021 | 88                | —                 | Bambi       |
| "Cry for Love"                                    | 2021 | 107               | —                 | Bambi       |
| "All I Got"                                       | 2021 | 108               | —                 | Bambi       |
| "Privacy"                                         | 2021 | 110               | —                 | Bambi       |
| "—" cho biết bài hát không lọt vào bảng xếp hạng. |      |                   |                   |             |

## Video âm nhạc
| Bài hát                                   | Năm  | Đạo diễn   |
| ----------------------------------------- | ---- | ---------- |
| "Beautiful"                               | 2015 | Không biết |
| "The Day We Met" (với nhiều nghệ sĩ)      | 2015 | Không biết |
| "One Dream One Korea" (với nhiều nghệ sĩ) | 2015 | Không biết |
| "Dream" (với Suzy)                        | 2016 | Không biết |
| "The Day" (với K.Will)                    | 2016 | Không biết |
| "Rain" (với Soyou)                        | 2017 | Không biết |
| "Take You Home"                           | 2017 | Không biết |
| "Young" (với Loco)                        | 2018 | Không biết |
| "UN Village"                              | 2019 | Không biết |
| "Candy"                                   | 2020 |            |
| Với tư cách khách mời                     |      |            |
| "Twinkle" (Girls' Generation-TTS)         | 2012 | Không biết |
| "Dance with DOC" (remake; DJ Doc)         | 2014 | Không biết |